# 于子千
于子千（1985年6月3日—），中国已退役的职业足球守门员，曾经入选国奥队、国青队。2020年7月9日，大连人球员于子千宣布退役。

## 早年生活
于子千6岁时即进入了大连市以足球闻名的东北路小学。由于遗传原因，于子千在同龄人中具有身高优势，一直作为学校球队的守门员。小学毕业时，于子千进入了大连毅腾俱乐部的梯队。1999年，大连毅腾因遭遇“69事件”未能冲入甲级，将球队一、二队抛售给大连万达，于子千于是成为了大连万达的一员。1999年，于子千在一次训练中身受重伤，脾脏破裂，险些丧命，手术中脾脏被切掉一半。于子千在家休养一年后，重返球场训练，不久入选实德三队。2001年，大连实德的英籍守门员教练吉米·里默在实德梯队内部比赛中看中了于子千，于子千因而被破格允许同实德一队一起训练。

## 职业生涯

### 大连三德
2002年，大连实德用自己的青年队组建了乙级队大连三德，于子千被主教练高惠辰选进队中。整个赛季于子千是三德的主力门将，场场首发，表现稳定，帮助球队最后进入乙级联赛四强。

### 大连实德
2003年，由于实德门将陈东的转会，俱乐部门将位置上缺乏球员，实德于是决定将身处实德系大连三德队中的于子千通过转会的方式移动回实德队。2003年4月9日，2002年至2003年亚足联冠军联赛半决赛第一回合，大连实德在客场挑战阿尔艾因的比赛中，安琦被红牌罚下，于子千替补出场，迎来了自己第一次代表实德参加正式比赛的机会。于子千上场后球队连丢四球，最终在1比0领先的情况下被对手以4比2反超，首轮告负。比赛中于子千为扑救险球，致使右手无名指和中指之间撕裂，于子千忍痛打完了比赛。
在亚冠淘汰赛上完成处子秀后，于子千并没有得到太多的出场机会。2006年中超联赛后半段，由于争冠无望，大连实德转而重点培养新人，于子千于是在7月16日第18轮与长春亚泰的比赛中获得了第一次中超出场机会，首发打满全场。8月23日，第23轮比赛中，于子千扑救时被武汉光谷球员吉奥森踩踏，于子千报复性地踩了吉奥森，吃到红牌，不过最后没有受到足协的追加处罚。2007年，实德由于队内门将冗余，将于子千挂牌，媒体一度传言辽足愿意租借于子千，甚至有传言称于子千将到武汉的一个乙级队试训。最后，于子千还是留在了实德度过了2007年，年底再度被挂牌。转会市场临近关门时，媒体报道实德与青岛中能谈妥，于子千成功加盟青岛中能。实德最初给于子千的报价是260万人民币，经过谈判价格至少降到了150万，但是最终的转会费媒体没有透露。

### 青岛中能
2008年初转会加盟青岛中能。青岛中能的主力门将是国奥球员刘震理，多数时间于子千只是刘震理的替补，只能在刘震理上调国奥队的时候才得到屈指可数的几次出场机会。整个赛季，于子千只得到3次出场机会。2008赛季末，青岛中能将于子千挂牌，但是没能把于子千卖掉；2009年，青岛中能甚至没将他列入中超报名单，中期转会于子千再度上榜。于子千赴中甲球队沈阳东进试训失败，一度面临着无球可踢的困境，最后在2010年初的转会市场上加盟了新成立的俱乐部大连阿尔滨，征战乙级联赛。

### 大连阿尔滨
加盟新组建的乙级联赛球队大连阿尔滨后，于子千随队参加2010年中国足球乙级联赛，球队以冠军身份升入中甲。于子千也从2010年中乙联赛全国总决赛阶段半决赛第一回合第25分钟被杜少斌洞穿球门至2011年中甲联赛第10轮第12分被李星灿进球之间创下了1067分钟不失球的纪录，为国内门将之最。整个赛季于子千是大连阿尔滨门将位置上的绝对主力，只缺席了4场联赛比赛，同时担任了球队的副队长。最终球队拿到了中甲联赛冠军，升入中超。2012年的中超联赛的前两轮比赛，于子千连续出现低级失误：第1轮客场对阵天津泰达，于子千抱着足球冲出了禁区，白白送给对方一个任意球，后来又贸然出击致使球队失球；第2轮主场对大连实德的比赛，上演了“黄油手”。不过后来的几场比赛，于子千的发挥渐渐稳定。5月中旬，媒体刚报道于子千有望入选国家队，同一周周末对江苏舜天的第10轮中超比赛中，于子千再一次犯下低级失误，在活球的情况下把球摆着地上，试图大脚开球，却被对方前锋达纳拉赫抢先把球踢进，于子千也在赛后被球迷讽为“就地投降门将”。而于子千的失误还没有结束。足协杯第三轮与北京理工大学的比赛中，于子千在底线上被李勋断球，只好铲倒了对方，送上一个禁区线上的任意球，造成球队丢球。中超联赛第18轮与山东鲁能的比赛，于子千出击将球打出，却把球打到了杜威的身上，反弹入网，有媒体以“杜威想躲都躲不开”为题进行了报道。 联赛第19轮，大连阿尔滨客场3比5惨败辽宁宏运，于子千把守的球门五次被洞穿，其中第二个失球与于子千直接有关，他出击时扑倒了于汉超，后者点球破门。 这场比赛之后，于子千坐上了大连阿尔滨的替补席，年轻的刘伟国顶替他出任守门员。由于刘伟国的稳健发挥，于子千一直在板凳上坐完了余下的半个赛季。2013年初，阿尔滨赴海外拉练，名单上没有于子千的名字，他已经离队。

### 青岛海牛
2013年，于子千与阿尔滨的姜文骏、薛亚男一同外租中乙新军青岛海牛效力一个赛季。中乙联赛规定每队25岁以上球员不得超过五人，于子千是这五人之一，2013赛季中担任球队主力门将，帮助球队冲上中甲。2014年，于子千正式转会加盟青岛海牛。

### 大连人
2015年2月，自由转会至大连阿尔滨，之后长期作为替补门将，仅有三次联赛登场机会。
2020年7月9日，由于新冠疫情和合同到期的原因，无法到达试训队伍，所以最后做出退役决定，并称将投身青训。

## 国家队生涯

### 国青队
2003年底，国青队教练赴大连实德考察了于子千，于子千随后入选国青队集训，虽然没有进入土伦杯的20人名单，但是入选了国青队征战2004年亚青赛的名单。此后还参加了2005年世青赛，是球队的第三门将。世青赛结束后，于子千同国青队的所有队员一起入选了备战东亚运动会的国家队，参加了几次集训，最终作为球队第四门将，无缘东亚运动会的比赛报名。东亚运动会结束之后，于子千再次入选国家队，赴西班牙集训。

### 国奥队
2006年4月，中国足协正式为2008年奥运会组建了新一届国奥队，第一个目标是2006年的土伦杯。于子千是少数几个参加了2005年世青赛，却落选这一次国奥的球员之一。不过，于子千后来入选了同年9月备战与日本的友谊赛时的国奥队。杜伊科维奇接手后，于子千落选了2006年11月的集训。12月份为赴欧拉练进行的59人海选，于子千再次出现在了名单中，最终于子千又无缘海外集训。此后于子千入选了2007年3月的集训 ，没能入选4月的集训。5月份，于子千进入了国奥门将训练营，一同训练的有7名门将。 此后，于子千便淡出了国奥队。

### 国家队
2012年5月中旬，媒体报道卡马乔向中国足协提交了5月底赴西班牙塞维利亚集训的35人名单，于子千虽然在2012年中超联赛的前两轮出现低级失误，却名列其中。媒体称国家队守门员教练区楚良曾在2011年底考察了于子千，并给出很高的评价。入选国家队的传闻刚刚传出不久，5月19日中超联赛第10轮大连阿尔滨主场对江苏舜天的比赛中，于子千误听“野哨”，在活球情况下打算摆好球开大脚，被对方前锋达纳拉赫轻松破门，再次犯下低级失误。5月23日，足协正式公布国家队的集训名单时，于子千榜上无名，落选了这次集训。

## 出场纪录
最后更新：2019年12月31日
| 赛季     | 球队       | 联赛     | 联赛 | 联赛 | 足协杯 | 足协杯 | 中超杯 | 中超杯 | 亚冠 | 亚冠 | 总计 | 总计 |
| 赛季     | 球队       | 联赛     | 出场 | 进球 | 出场   | 进球   | 出场   | 进球   | 出场 | 进球 | 出场 | 进球 |
| -------- | ---------- | -------- | ---- | ---- | ------ | ------ | ------ | ------ | ---- | ---- | ---- | ---- |
| 2002     | 大连三德   | 中乙     | 16   | 0    | -      | -      | -      | -      | -    | -    | 16   | 0    |
| 2003     | 大连实德   | 甲A      | 0    | 0    | 0      | 0      | -      | -      | 1    | 0    | 1    | 0    |
| 2004     | 大连实德   | 中超     | 0    | 0    | 0      | 0      | 0      | 0      | 0    | 0    | 0    | 0    |
| 2005     | 大连实德   | 中超     | 0    | 0    | 0      | 0      | 0      | 0      | -    | -    | 0    | 0    |
| 2006     | 大连实德   | 中超     | 5    | 0    | 1      | 0      | -      | -      | 0    | 0    | 6    | 0    |
| 2007     | 大连实德   | 中超     | 0    | 0    | -      | -      | -      | -      | -    | -    | 0    | 0    |
| 2008     | 青岛中能   | 中超     | 3    | 0    | -      | -      | -      | -      | -    | -    | 3    | 0    |
| 2009     | 青岛中能   | 中超     | 0    | 0    | -      | -      | -      | -      | -    | -    | 0    | 0    |
| 2010     | 大连阿尔滨 | 中乙     | 18   | 0    | -      | -      | -      | -      | -    | -    | 18   | 0    |
| 2011     | 大连阿尔滨 | 中甲     | 22   | 0    | 2      | 0      | -      | -      | -    | -    | 24   | 0    |
| 2012     | 大连阿尔滨 | 中超     | 19   | 0    | 1      | 0      | -      | -      | -    | -    | 20   | 0    |
| 2013     | 青岛海牛   | 中乙     | 18   | 0    | -      | -      | -      | -      | -    | -    | 18   | 0    |
| 2014     | 青岛海牛   | 中甲     | 16   | 0    | 4      | 0      | -      | -      | -    | -    | 20   | 0    |
| 2015     | 大连人     | 中甲     | 0    | 0    | 0      | 0      | -      | -      | -    | -    | 0    | 0    |
| 2016     | 大连人     | 中甲     | 1    | 0    | 1      | 0      | -      | -      | -    | -    | 2    | 0    |
| 2017     | 大连人     | 中甲     | 0    | 0    | 1      | 0      | -      | -      | -    | -    | 1    | 0    |
| 2018     | 大连人     | 中超     | 0    | 0    | 5      | 0      | -      | -      | -    | -    | 5    | 0    |
| 2019     | 大连人     | 中超     | 2    | 0    | 2      | 0      | -      | -      | -    | -    | 4    | 0    |
| 生涯总计 | 生涯总计   | 生涯总计 | 120  | 0    | 17     | 0      | 0      | 0      | 2    | 0    | 139  | 0    |